# نی (ساز)
نی یا نِی هفت بند از سازهای بادی ایرانی است و از دسته سازهای بدون زبانه است. ساز نی قابل کوک نبوده و نوازنده در همنوازی‌ها و تکنوازی‌ها از انواع مختلف نی استفاده می‌کند. وسعت صدای نی دو اکتاو و نیم است و در انواع آن با کوک‌های متفاوت، فاقد یک تا دو نت است. مانند نی «لا کوک» که فاقد نت دو، نی «سل کوک» فاقد نت سی بمل و نی «فا کوک» فاقد نت لا بمل است. نی از سازهای محلی است و در اکثر نقاط ایران وجود دارد.

## ساختار
نی هفت‌بند از گیاه نی ساخته می‌شود. برای ساخت این گونه نی آن را طوری برش می دهند که از سر تا ته آن شامل هفت بند شود و اخیراً به صورت مصنوعی (نی اصلاح شدهٔ مصنوعی) نیز ساخته شده‌است. نی هفت بند یا به اصطلاح نی متشکل از ۵ سوراخ در جلو و یک سوراخ در پشت آن است که توسط انگشتان دوم و چهارم از یک دست و انگشتان اول تا چهارم از دست دیگر پوشیده می‌شوند.

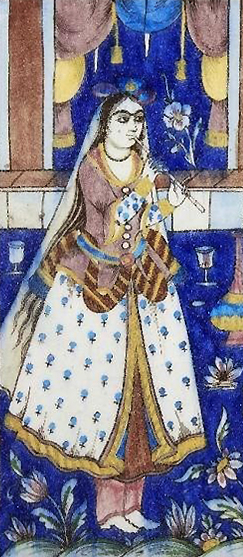
نقاشی نوازنده زن قاجاری در حال نواختن نی

به‌طور کلی نی را با جا گرفتن بین دو دندان نیش و گرد کردن زبان در پایین و پشت آن می‌نوازند همچنین جمشید عندلیبی زبان را در بالا می‌گذارد.
سخت‌ترین کار در ساز نی درآوردن صدای آن است و انگشت گذاری آن ساده است. از استادان می‌توان نایب اسدالله ، حسین یاوری اصفهانی، حسن کسایی، حسین عمومی، جمشید عندلیبی، سید محمد موسوی، حسن ناهید، محمد علی کیانی نژاد و عبدالنقی افشارنیا را نام برد.

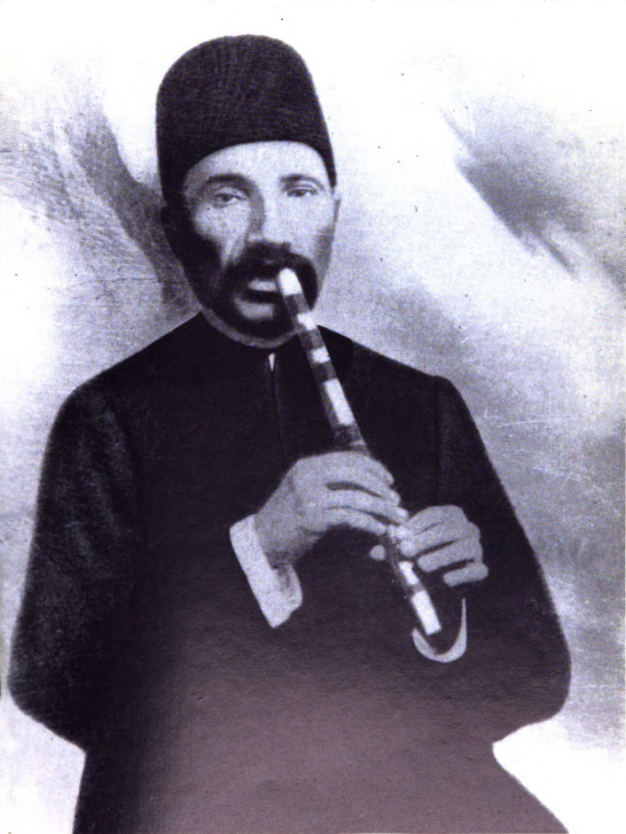
نایب اسدالله از قدیمی ترین نوازنده‌های نی در دوره قاجار

## نت‌ها در ساز نی
وسعت صدای آن به دو اکتاو و نیم می‌رسد. نی پنج منطقه صوتی (رجیستر) دارد که هر یک از آن‌ها با نحوه دمیدن هوا در نی قابل انتخاب است. این مناطق صوتی عبارتند از:
- بم

نت‌های دو (دست بسته)، ر (سوراخ ۱ سر نی آزاد)، می (سوراخ ۱ و ۲ آزاد)، فا (سوراخ ۱ و ۲ و ۳ آزاد)، فا# (سوراخ ۱ و ۲ و ۳ و ۴ آزاد)، سل (سوراخ ۱ و ۲ و ۳ و ۴ و ۵) لا (دست باز). نت سی در این اکتاو وجود ندارد ولی نوازنده‌ها قادر به اجرای سی بمل با لب هستند.
- اوج

دقیقاً همانند بم اما یک اکتاو بالاتر. دو نت آخر (سل و لا) با غیث مشترک است.
- غیث

نت‌های سل (دست بسته)، لا (سوراخ ۱ سر نی آزاد)، سی (سوراخ ۱ و ۲ آزاد)، دو (سوراخ ۱ و ۲ و ۳ آزاد)، دو# (سوراخ ۱ و ۲ و ۳ و ۴ آزاد)، ر (سوراخ ۱ و ۲ و ۳ و ۴ و ۵)، می (دست باز).
- پس غیث (تا فا)

دقیقاً همانند بم و اوج اما یک اکتاو بالاتر از اوج و دو اکتاو بالاتر از بم. سه نت اول (دو، ر و می) با غیث مشترک است. امکان اجرای نت آخر (لا = دست باز) معمولاً وجود ندارد و حتی نت سل نیز در نی‌های کوچک نامفهوم شنیده می‌شود.
در نواختن نی به نت‌های میانه آلتو و تنور بیشتر اهمیت می‌دهند و فقط برای احتراز از یکنواختی جملات ملودی کوتاهی را گاهی در اکتاو پایین جواب می‌دهند، و یا پس از اجرای ملودی اصلی نت‌های تنیک، شاهد، و یا ایست را با حدود بم اجرا می‌کرده‌اند (مانند نمونه‌هایی از نی نایب اسدالله که بر روی صفحه ضبط شده است).
برعکس سازهای دیگر، نی کوک ندارد و برای کوک‌های مختلف سازهای متفاوت ساخته می‌شود. به‌طوری‌که Do بلندترین و Do با هفت فاصله کوتاهترین نی هستند. کوک نی به این معناست که اگر در حالت بم اگر سوراخ پشت نی را بگیریم و بدمیم. . صدای حاصله بر اساس دیاپازون هر نتی که بود آن نت کوک نی است. مثلاً اگر صدای حاصله نت سل باشد می‌گوییم این نی «سل کوک» است.

## نی‌لبک
نی‌لبک نوعی نی کوچک است، یک سر آن را بین دو لب نهند و با دمیدن نوازند.